# Teilnehmeranschlussleitung

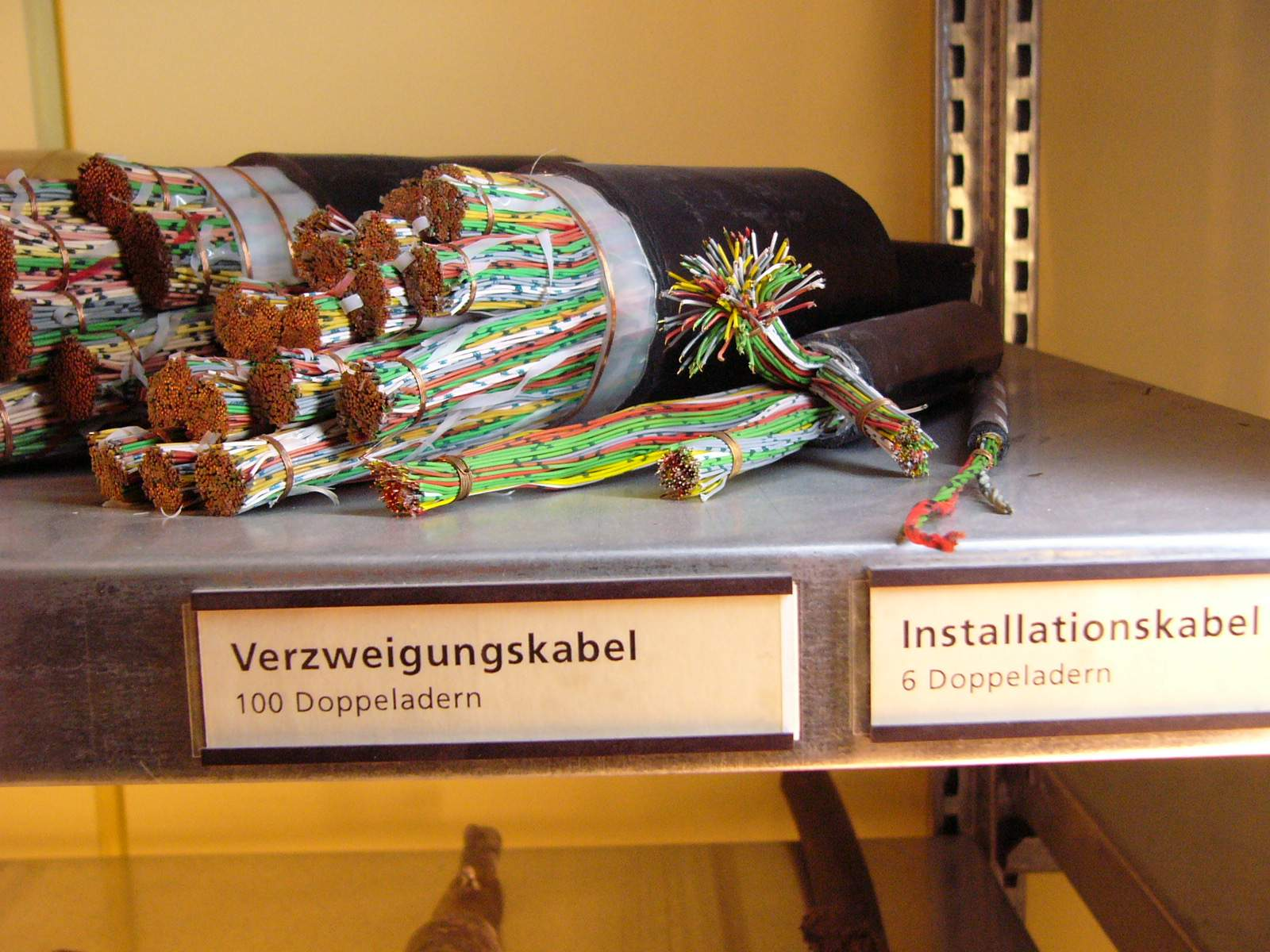
Hauptkabel, Verzweigungskabel und Installationskabel mit 2000, 100 und 6 Doppeladern

Die Teilnehmeranschlussleitung (in Deutschland TAL oder Asl abgekürzt, in Österreich TASL; englisch local loop), auch Amtsleitung oder umgangssprachlich letzte Meile genannt, stellt innerhalb eines Telefonnetzes die Verbindung zwischen der Ortsvermittlungsstelle des Netzbetreibers und dem Telefonanschluss des Dienstnutzers (Teilnehmer, Subscriber) innerhalb des Hauses dar.
In den Anfangsjahren der Telefonie war die Teilnehmeranschlussleitung häufig als Freileitung ausgeführt. Heute ist die Teilnehmeranschlussleitung - zumindest in Mitteleuropa -  grundsätzlich ein Kabel, das typischerweise aus einer Kupfer-Doppelader (CuDa) pro Teilnehmer (d. h. zwei elektrischen Leitungen) besteht. In den alten Bundesländern Deutschlands wurden regelmäßig zwei Doppeladern, also ein Kabel mit vier Adern (Sternvierer, vier elektrische Leitungen), pro Teilnehmer verlegt.
Anschlussleitungen für Primärmultiplexanschlüsse, die aus zwei Doppeladern oder zwei Glasfasern bestehen, werden ebenfalls als Teilnehmeranschlussleitung bezeichnet.

## Leitungsführung

Struktur des Teilnehmeranschlussnetzes

In Deutschland führt die Teilnehmeranschlussleitung zunächst vom Hauptverteiler in der Ortsvermittlungsstelle (manchmal auch in einer abgesetzten peripheren Einheit) bis zum Kabelverzweiger im Hauptkabel, dann vom Kabelverzweiger weiter bis zum Abschlusspunkt Linientechnik im Verzweigungskabel und von dort in einem Installationskabel schließlich bis zur ersten TAE (mit eingebautem passiven Prüfabschluss) beim Teilnehmer. In Einzelfällen können bei Adernknappheit im Hauptkabel mehrere Teilnehmeranschlüsse vom Hauptverteiler bis zum Kabelverzweiger über Anschlussleitungsmultiplexer geschaltet werden; bei Adernknappheit im Verzweigungskabel kommen PCM-Multiplexer (PCMxA, PCM5D) zum Einsatz.

## Wechsel des Telekommunikationsanbieters
Die Teilnehmeranschlussleitung hat bei der Liberalisierung eines Telefonnetzes eine wichtige Bedeutung, da sie als einziges Teil nicht oder nur schwer von alternativen Anbietern ersetzt werden kann und für gewöhnlich von einem örtlichen Zugangsnetz-Monopolisten kontrolliert wird.
Damit die Wettbewerber den Zugang zum Anschluss des Kunden auf wirtschaftliche Weise realisieren können, sorgt eine Regulierungsbehörde für eine angemessene Tarifierung der Vorleistungen des etablierten Betreibers. Die Möglichkeiten der Wettbewerber, Kontrolle über die TAL und den Anschluss des Kunden zu erhalten, bestehen aus der vollständigen Entbündelung der TAL, Line-Sharing – jeweils mit Kollokation am Hauptverteiler-Standort – sowie dem Bitstromzugang, der eine weniger kostenintensive Netzzusammenschaltung voraussetzt und bei dem weitere Technik (DSLAM sowie Konzentratornetz) des etablierten Anbieters gemäß individuellen Vorgaben der Wettbewerber mitgenutzt wird. Anschlussleitungen über Multiplexer können von den Wettbewerbern nicht per Hauptverteiler-Kollokation erschlossen werden.
Bei anderen Vorleistungen wie Call-by-Call oder Preselection (Anbietervorwahl) bleibt dagegen der Anschluss unter der Kontrolle des Ex-Monopolisten und der Teilnehmer kann lediglich über den vom etablierten Betreiber bereitgestellten Anschluss Dienste fremder Anbieter nutzen.

## Alternativen zur individuellen Teilnehmeranschlussleitung
Anstatt über die Teilnehmeranschlussleitung des Telefonnetzes können Telefonie und Internetzugänge auch über Ethernet, Kabelmodems, Funk (Wireless Local Loop, Wimax), Mobilfunk oder die Stromleitung (PowerLAN) realisiert werden. Diese alternativen Anschlussmöglichkeiten werden seit den 2000er-Jahren immer mehr genutzt.

## Internetnutzung über die Teilnehmeranschlussleitung
Durch neuere Techniken wie DSL kann die Teilnehmeranschlussleitung aufgerüstet werden, um neben Telefongesprächen auch einen schnellen Internetzugang zu ermöglichen. Dafür muss vom DSLAM-Standort bis zum Netzabschluss beim Teilnehmer die TAL als durchgängige einzelne Kupferdoppelader ohne Multiplexer ausgeführt sein und die Leitungslänge darf je nach Aderndurchmesser, xDSL-Verfahren und gewünschter Datenrate wegen der Signaldämpfung nur wenige Kilometer betragen. Im Zuge der Migration des herkömmlichen leitungsvermittelten Festnetzes zu einem IP-basierten Next Generation Network werden auf längere Sicht sämtliche Anschlussleitungen im Zugangsnetz DSL-fähig ausgebaut.
Beim Ausbau des Telefonnetzes der neuen Bundesländer in Deutschland wurden zum Teil in speziell ausgewählten Ortsnetzen bereits Glasfasern als Teilnehmeranschlussleitung verlegt und mit einem damals nicht datenfähigen HYTAS-System ausgerüstet (OPAL), mit der Folge, dass die herkömmliche DSL-Technik hier nicht einsetzbar ist und andere Zugangstechniken verwendet werden müssen. Seit 2005 werden von der Deutschen Telekom Outdoor-DSLAMs eingesetzt, um VDSL anbieten zu können.

## Anschlussvarianten
Anschlussvarianten für die Telefon-Teilnehmeranschlussleitung:
- Fiber In The Loop (FITL)
- Fiber To The Basement (FTTB)
- Fiber To The Home (FTTH)
- Fiber To The Loop (FTTL)
- Fiber To The Node (FTTN)
  - auch Fiber To The Curb (FTTC) genannt
  - Eine solche TAL wird als hybride Teilnehmeranschlussleitung bezeichnet.
  - Ein derart aufgebautes Netz nennt man hybrides Zugangsnetz.
  - verwendet von der Deutschen Telekom beim VDSL2-Netz in Ballungsgebieten
- Wireless Local Loop (WLL)